# S-125 Neva/Peciora
S-125 Neva/Peciora (în rusă:С-125 "Нева"/"Печора", Cod NATO SA-3 Goa) este un sistem de apărare antiaeriană sol-aer, proiectat de Aleksei Isaev pentru a depăși deficiențele rachetelor SA-2, S-25 și S-75. Are o distanță mai redusă de acțiune și o altitudine de angajare mai mică decât oricare dintre predecesorii săi și, de asemenea, zboară mai lent, dar datorită proiectării cu două trepte, este mai eficient împotriva țintelor mai manevrabile. De asemenea, este capabil să atace ținte mai mici decât sistemele de apărare aeriană anterioare și, fiind mai modernă, este mult mai rezistentă la contramăsuri electronice. Este o rachetă comandată prin unde radio, care folosește ca propulsor propergol solid.
A intrat în serviciu în anul 1961 și a participat în numeroase conflicte armate în toată lumea.
O rachetă folosită de armata Iugoslaviei, a doborât un avion american stealth F-117 la 27 martie 1999 în timpul Războiului din Kosovo.

## Istoric
Sistemul S-125 utilizează două versiuni diferite de rachete. 
V-600 (sau 5V24) a avut un focos de rachetă mai mic, cu doar 60 kg de exploziv. Avea o rază de acțiune de aproximativ 15 km.
Versiunea ulterioară este numită V-601 (sau 5V27). Are o lungime de 6,09 m, anvergura aripii de 2,2 m și un diametru al corpului de 0,375 m. Această rachetă cântărește 953 kg la lansare și are un  focos de 70 kg care conține 33 kg de HE și 4500 de fragmente. Distanța minimă de acțiune este de 3,5 km, iar maximă este de 35 km (cu Peciora 2A). Altitudinile de interceptare se situează între 100 m și 18 km. 
Sistemul S-125M (1970) utilizează 5V27. Altitudinile de interceptare se situează între 20 și 14 km. Raza minimă de acțiune este de 2,5 km, iar maximă de 22 km.
Sistemul S-125M1 (1978) utilizează 5V27D. La începutul anilor 1980 fiecare sistem s-a dotat cu 1-2 simulatoare de radar (împotriva rachetelor antiradar).

## Utilizatori

### Orientul Apropiat

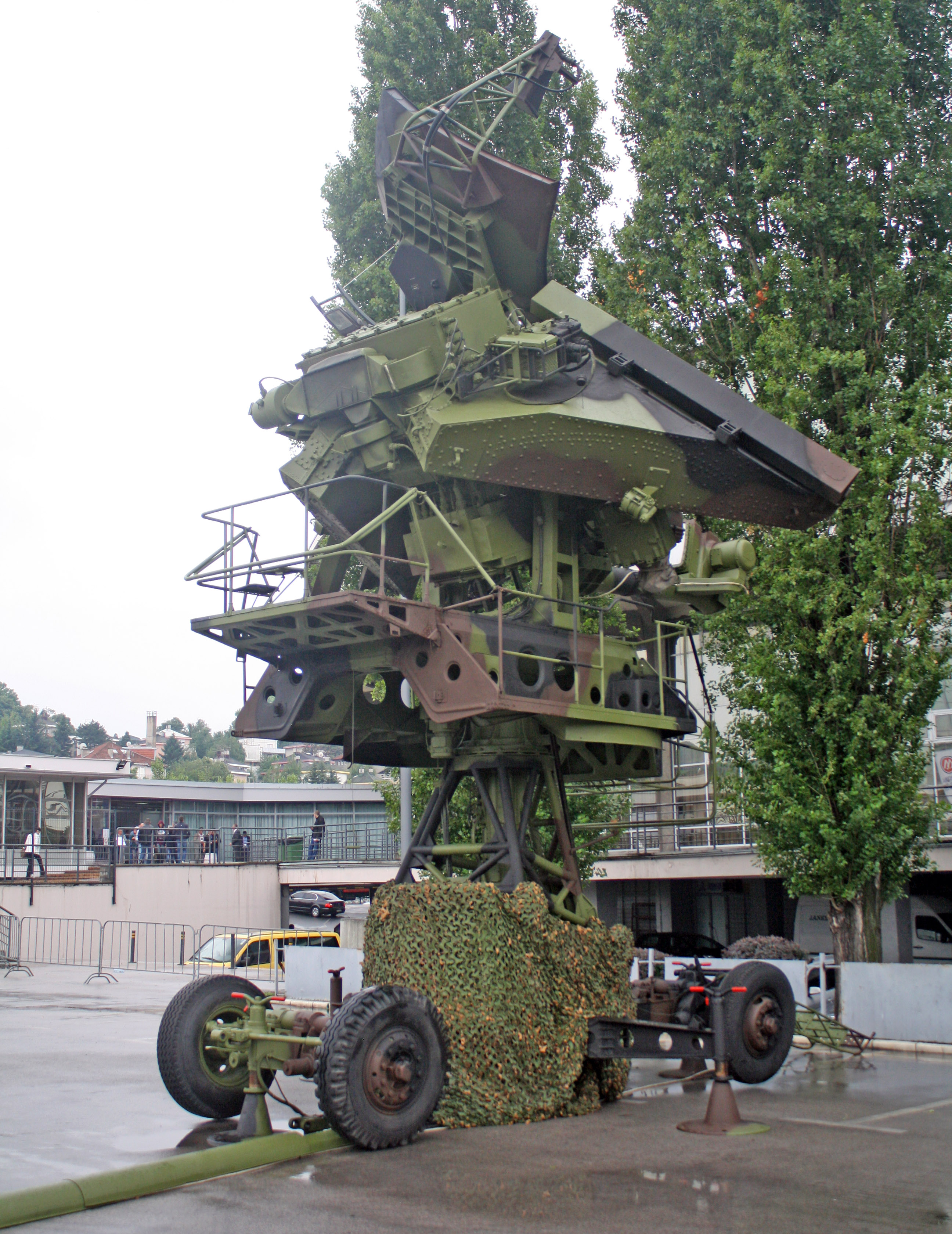
S-125 Neva (Peciora)(SA-3 Goa) cu radar "Low Blow".

Sovieticii au furnizat mai multe rachete SA-3 statelor arabe la sfârșitul anilor 1960 și 1970, în special în Egiptul și Siria. 
Racheta SA-3 a fost intens folosită în timpul Războiului de Uzură și al Războiului de Iom Kipur.
În timpul celui de-al doilea conflict armat, SA-3, împreună cu SA-2 și SA-6, au constituit coloana vertebrală a rețelei egiptene de apărare antiaeriană. În Egipt, în martie-iulie 1970, batalionul 17 sovietic de S-125 a doborât 9 avioane israeliene și egiptene (cu 35 rachete).
Israelul a recunoscut pierderea a 5 avioane în 1970 și în 1973 încă 6. 

### Europa
În serviciu
.    🇲🇩 Moldova 12 unități
- Bulgaria
- Polonia 12 Newa SC[7]
- Serbia 12 sisteme SAM, cu 32 lansatoare de rachete (modernizate cu cameră în infraroșu - Range finder)
- Ucraina[8]

Foști operatori
- România (în serviciu în perioada 1986–1998)
- Rusia (retras în 1990s)
- Uniunea Sovietică[9]
- Iugoslavia 14 baterii S-125 cu 60 lansatoare de rachete
- Ungaria (în serviciu în perioada 1978–1995)[10]
- Cehoslovacia (1973 - retrase în 2002) [11]
- RDG
- Slovacia (retras în 2001)

## Legături externe
- ru Description of C-125 on the producer site
- en MissileThreat.com page
- en Federation of American Scientists page
- en Jane's Defence news on Egyptian S-125 upgrade, April 2006
- en Defencetalk on Egyptian S-125 upgrade, October 2006
- en S-125 Missile Pictures Arhivat în 11 martie 2017, la Wayback Machine.
- en S-125M1 Neva (SA-3b Goa) SAM Simulator
- de http://peters-ada.de/neva.htm Germany